# Spindasis leonina
Spindasis leonina är en fjärilsart som beskrevs av Bethune-Baker 1904. Spindasis leonina ingår i släktet Spindasis och familjen juvelvingar. Inga underarter finns listade i Catalogue of Life.